# Laguna Matuwal
La laguna Matuwal es una laguna amazónica boliviana de agua dulce ubicada al este del departamento del Beni, tiene una superficie de 6,83 kilómetros cuadrados, se encuentra cerca de la localidad de Bella Vista.